# در (گلپایگان)
در (گلپایگان)، روستایی از توابع بخش مرکزی شهرستان گلپایگان در استان اصفهان ایران است.

## جاذبه گردشگری
روستای در دارای یک کاروانسرای تاریخی است.این کاروانسرا از مجموعه کاروانسراهای ساخته شده در زمان شاه عباس صفوی است.

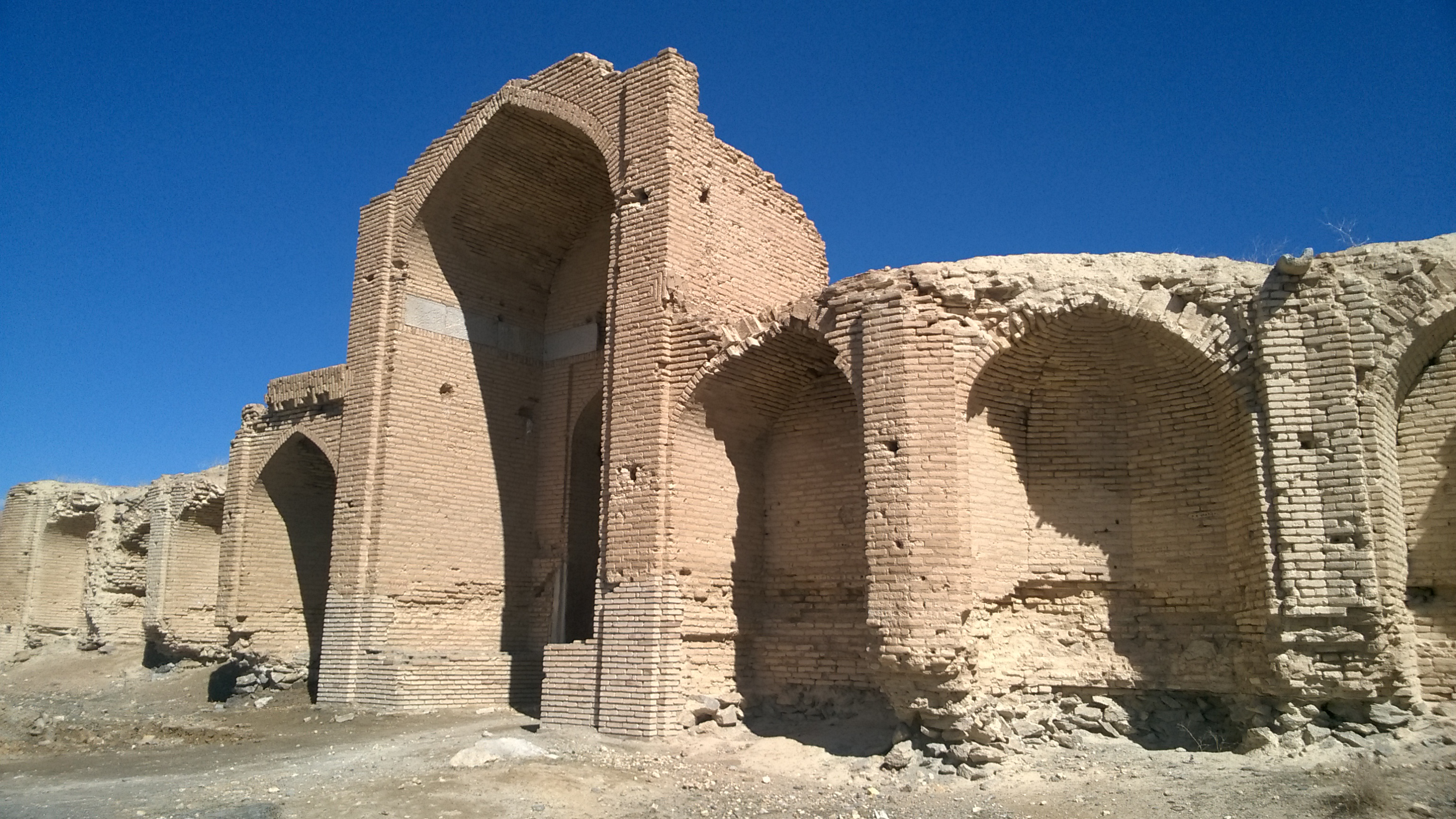
عکس از کاروانسرای شاه عباسی روستای در

## جمعیت
این روستا در دهستان نیوان قرار دارد و براساس سرشماری مرکز آمار ایران در سال ۱۳۸۵، جمعیت آن ۳۹۶ نفر (۱۷۱خانوار) بوده‌است.